# سكة حديد إيران الوطنية
سكة حديد ايران الوطنية  ((بالفارسية: راه‌آهن سراسری ایران)) كان مشروع بناء سكة حديد ايران الوطنية قد بدأ خلال فترة الدولة البهلوية عام 1927 واكتمل العمل به عام 1938 ، تحت إشراف الشاه الإيراني آنذاك رضا بهلوي. تم بناء السكة بالكامل برأس مال محلي ، ويربط العاصمة طهران ببندر شاهبور (الآن: ميناء الإمام الخميني) على الخليج الفارسي في الجنوب وبندر شاهبور (الآن: بندر تركمان على بحر قزوين في الشمال ، عبر الأهواز وغوم. في عام 1961 ، في عهد الشاه الثاني محمد رضا بهلوي ، تم تمديدالسكك من بندر شاه إلى مدينة جرجان. خلال الإصلاحات الزراعية لمحمد رضا بهلوي في عام 1963 ، كجزءمما عرف انذاك بالثورة البيضاء" ، تم تمديد شبك السكك الحديدية الوطنية لربط طهران بمشهد وتبريز وأصفهان. 
تم تصنيف طريق بندر شاهبور إلى بندر شاه الأصلي لعام 1938 كموقع للتراث العالمي لليونسكو في يوليو 2021. 